# Otto Schott
Friedrich Otto Schott (sinh ngày 17.12.1851 tại Witten; từ trần ngày 27.8.1935 tại Jena, Đức) là nhà hóa học người Đức, và là người phát minh ra thủy tinh borosilicate.

## Cuộc đời và Sự nghiệp
Ông là con của Simon Schott, một thợ làm kính cửa sổ. Từ năm 1870 tới 1873 Schott học kỹ thuật hóa học ở trường kỹ thuật Aachen, rồi các trường Đại học Würzburg và Đại học Leipzig.
Ông đậu bằng tiến sĩ hóa học ở Đại học Friedrich Schiller tại Jena với bản luận án mang tên "Beiträge zur Theorie und Praxis der Glasfabrikation" (Contributions to the Theory and Practice of Glass Fabrication).
Năm 1879, Schott cùng với người bạn thân Dr Ernst Abbe - triển khai một loại thủy tinh mới dựa trên chất lithi gồm có các đặc tính quang học mới.
Năm 1884, liên kết với Dr Ernst Abbe và Carl Zeiss, Otto thành lập Glastechnische Laboratorium Schott & Genossen (Schott & Associates Glass Technology Laboratory) tại Jena. Tại đây, trong thời gian từ năm 1887 tới 1893, Schott đã phát triển loại thủy tinh borosilicate.
Loại thủy tinh borosilicate này có ưu điểm là chịu được nhiệt cao, chịu được sốc nhiệt (thay đổi nhiệt bất thình lình) và không bị xuống cấp khi phơi ra trước các hóa chất.
Năm 1926 Otto Schott nghỉ hưu, và từ trần ngày 27.8.1935 tại Jena.

## Giải thưởng
Schott đoạt Huy chương Liebig năm 1909